# Regionalmuseum Gantrisch
Das Regionalmuseum Gantrisch ist das Museum der Region Gantrisch mitten im Naturpark Gantrisch im Schweizer Kanton Bern.
Es sammelt, bewahrt und pflegt eine kulturhistorische Sammlung mit regionalem Fokus und präsentiert die Sammlungsobjekte in seinen Ausstellungen. Das Museum wurde 1990 in einem Stöckli im Zentrum von Schwarzenburg eröffnet.

## Geschichte
Der Museumsverein wurde am 11. Mai 1979 gegründet. Das Museumsgebäude – ein Stöckli im Dorfzentrum von Schwarzenburg, direkt hinter dem Gemeindehaus – stammt aus der Mitte des 19. Jahrhunderts. Es wurde dem Verein 1984 geschenkt und 1989 für die Bedürfnisse des Museumsbetriebs umgebaut und renoviert.
Im Mai 1990 wurde das Museum eröffnet. Seither werden dort von Frühjahr bis November die Geschichte und Geschichten der Region der Öffentlichkeit zugänglich gemacht.
Das Museum wird weitgehend ehrenamtlich geführt. Vorstand, Freiwillige und Aufsichtspersonen engagieren sich unentgeltlich, um ein Ausstellungs- und Vermittlungsangebot anzubieten und die Sammlung objektgerecht zu betreuen.
Das Museum war ursprünglich als Heimatmuseum des damaligen Planungsverbands Schwarzwasser angedacht – deshalb auch der Name – und entsprechend wurden die Ausstellungsräume eingerichtet. Seit einigen Jahren verfolgt das Museum eine thematische und geographische Öffnung. Mit der Namensänderung 2020 zu Regionalmuseum Gantrisch will sich als Museum für die ganze Region Gantrisch präsentieren und positionieren.

## Sammlung
Die Sammlung umfasst über 4'000 Objekte aus der Region. Darunter befinden sich archäologische Funde, welche die frühe Besiedelung dieser Gegend belegen, sowie Objekte zum Jakobsweg, zur Ruine Grasburg und zur Frühzeit des Tourismus. Des Weiteren sind es Masse und Gewichte der alten Marktorte Schwarzenburg und Riffenmatt, sowie Trachten, Glas und Keramik, Kücheneinrichtungen und Geräte aus Land- und Alpwirtschaft, Handwerk und Industrie.

## Dokumentationsstelle
Das Museum betreibt eine regionale Dokumentations- und Archivstelle. Hier sind über einen Katalog viele Dokumente, Bilder und Publikationen aus der Region für die Öffentlichkeit zugänglich.

## Ausstellungen
Das Regionalmuseum befasst sich mit allem, was die Region Gantrisch volkskundlich, geschichtlich und kulturell hergibt, d. h. es kümmert sich um die Geschichte und Geschichten der Region.
- 2020/2021: Chrugle – Schafscheid – Outorenne. Lebendige Traditionen in der Kulturregion Gantrisch
- 2022/2023: Vom Gantrisch zum Mount Everest und andere Geschichten zu Handwerk, Gewerbe und Industrie in der Region
- 2024: Alte Steine – Neue Kunst. Grasburg, Kunst und Zukunftslabor

## Gebäude
Das Stöckli mit Ründi (Südseite) und Lauben (1. Stock, Ost- und Westseite) ist das letzte verblieben Gebäude des bäuerlichen Dorfteils Leimern. Es wurde 1870 als Altenteil zum Bauernhaus von Hans Dubach, genannt «Pfiffli-Dubach», gebaut. Das Gebäude ist als «erhaltenswert» eingestuft.
Die zahlreichen Bauernhäuser rund um das Stöckli mussten in den 1960er Jahren dem Coop-Neubau weichen.